# 무비톤 뉴스
무비톤 뉴스(Movietone News)는 1928년부터 1963년까지 미국에서 방영된 뉴스 영화였다. 브리티시 무비톤 뉴스라는 이름으로 1929년부터 1986년까지 영국에서도 방영되었고, 프랑스에서도 폭스-유로파가 제작한 프랑스에서는 1970년까지, 독일에서는 폭스 퇴넨데 보헨시우라는 이름으로 방영되었다. 인디언 무비톤 뉴스라는 인도판은 1942년과 1943년에 방영되었다가 인디언 뉴스 패러디로 대체되었다.